# Theodor Kaluza
Theodor Franz Eduard Kaluza, född 9 november 1885 i tyska Wilhelmsthal (nuvarande Kobyla i södra Polen), död 19 januari 1954 i Göttingen, var en tysk matematiker.
Theodor Kaluza studerade matematik 1903-1909 vid universiteten i Königsberg och Göttingen. Han disputerade i Königsberg 1909 med avhandlingen Die Tschirnhaustransformation algebraischer Gleichungen mit einer Unbekannten och blev samma år privatdocent. 1922 blev han extra ordinarie professor och 1929-1935 verkade han som professor vid universiteten i Kiel och Göttingen. Kaluzas forskning rörde främst analys och funktionsteori. Han skrev en mycket använd lärobok i matematik, Höhere Mathematik für den Praktiker, som kom ut i åtta upplagor 1938-1956.
Kaluza var dessutom mycket språkbegåvad och talade femton olika språk, bland annat hebreiska, ungerska, arabiska och litauiska.
Theodor Kaluza har främst blivit ihågkommen för en uppsats han, på rekommendation av Albert Einstein, fick publicerad i Sitzungsberichte der Preussischen Akademie der Wissenschaften 1921 (sid. 966-972). I denna artikel, Zum Unitätsproblem der Physik, lägger han fram ett övergripande matematiskt ramverk för de då kända naturkrafterna, elektromagnetism och gravitation. Genom införande av en extra rumsdimension blir elektromagnetismen en aspekt av Einsteins allmänna relativitetsteori. Kaluza var inspirerad av fysikern Hermann Weyl, som 1918 hade gjort ett misslyckat försök att förena de två krafterna genom att introducera en extra dimension. Den finländske fysikern Gunnar Nordström hade redan 1914 varit inne på samma idé, när han försökte härleda gravitation med utgångspunkt i elektromagnetismen. När sedan Einsteins gravitationsteori publicerades 1915 föll Nordströms ansats i glömska.
Kaluzas idéer blev mycket diskuterade av samtida fysiker, inte minst av svensken Oskar Klein och kom att utgöra grund för olika Kaluza-Klein-teorier. En kritik som fördes fram var att Kaluza hade fört in den nya dimensionen som en rent matematisk konstruktion, utan någon fysikalisk mening. Det var Klein som föreslog att denna dimension var ”ihoprullad” och därför så liten att den inte kunde studeras med de metoder som stod till buds. Nya framsteg inom kvantmekaniken mot slutet av 1920-talet och på 1930-talet gjorde att Kaluza-Klein-teorierna kändes mindre relevanta, men de har senare återkommit i olika strängteorier.